# 新馬師曾
新馬師曾，MBE（1916年6月20日—1997年4月21日），原名鄧永祥（Tang Wing Cheung），暱稱新馬仔、祥哥，廣東順德人，香港粵劇及電影男演員、粵曲演唱家，香港八和會館創會理事會主席。曾拜何世杞為師。新馬師曾曾多年參與由東華三院及無綫電視舉辦之《歡樂滿東華》電視籌款節目，並於節目上獻唱《萬惡淫為首之乞食》、《光緒皇夜祭珍妃》、《臥薪嘗膽》、《胡不歸》、《一把存忠劍》、《周瑜歸天》及《客途秋恨》等粵曲作品作為節目壓軸籌款環節，深入民心，故在香港有「慈善伶王」稱號。
新馬師曾曾於《華僑晚報》「十大明星選舉」中14度當選「粵語十大（影劇）明星」（1957－1970年度）及1次當選「十大影劇明星」（1972年度），是該選舉中合計獲獎最多的男藝人之一（另一位是梁醒波），也是當選影劇明星次數最多的男藝人。

## 生平

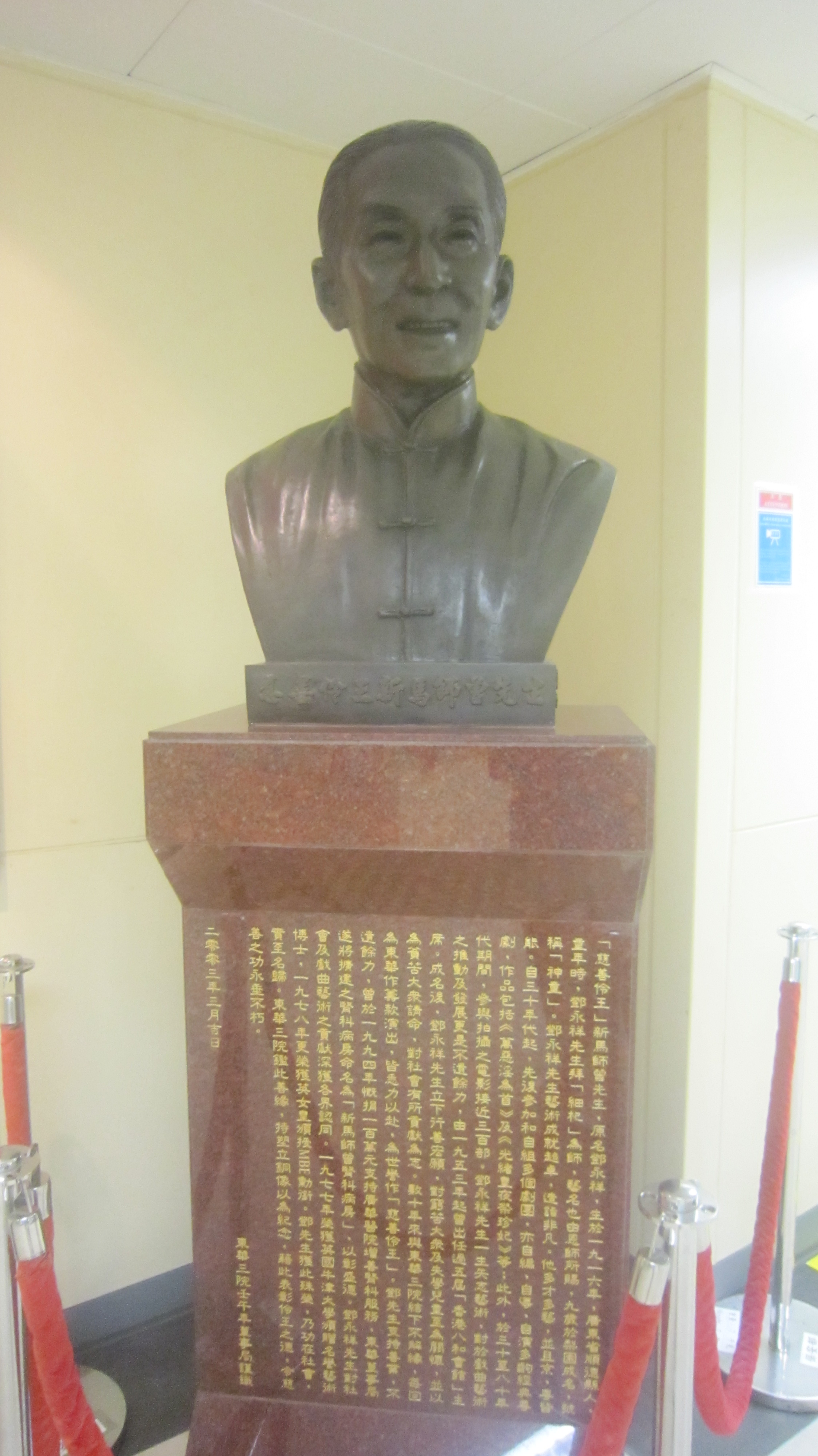
在廣華醫院大堂內的「慈善伶王新馬師曾先生」半身銅像

鄧永祥8歲時父母離異，其父鄧祺以賭為生，而且是粵劇迷，母親羅蓮；離異母親獨自住港生活當傭工；留在家中的鄧常被庶母刻薄捱罵，終離家出走流浪街頭。1925年，9歲的鄧永祥遇上江湖藝人收留並學藝，茶座表演期間得到老行尊何世杞賞識，經轉介到何壽年學藝，經傳統功架訓練成績突進。10歲時，鄧在利舞臺戲院演出，並與生母相認。一年後，11歲的鄧以「太平統一」名義到汕頭演戲，初踏台板，無論唱功台步均頭頭是道，被譽為「神童」。當時他擅模仿馬師曾，他師傅遂給他改了「新馬師曾」這個藝名。及後在香港太平戲院表演，場場爆滿，戲院也因此轉虧為盈。17歲，新馬師曾恢復「自由身」（脫離原學藝師傅）後，跟隨薛覺先學藝。及後並赴上海欣賞京劇名伶林樹森、蓋叫天；並向林學習京劇，唱腔自成一格。往後事業一帆風順，以拍電影、戲曲唱片為業。1953年7月17日，在廣東八和粵劇職業工會香港分會的基礎上，香港粵劇工會組織香港八和會館於當日下午5時假九龍塘公爵街十號舉辦的座談會上正式重新註冊成立，並由新馬師曾出任創會理事會主席至1957年。此後，新馬師曾曾先後於1972年至1976年，以及1986年至1988年再獲推舉出任八和會館理事會主席。1950年代，新馬師曾曾多次於由香港報章如《娛樂之音》等舉辦的伶王選舉中，獲讀者公開票選為「文武生王」。他曾透露1960年代前輸掉的錢以千萬計，故選擇入股澳門娛樂有限公司1%股權。往後並投資購買西貢一塊四萬呎土地，筲箕灣開設楚留香酒樓，及擁有永祥唱片公司。
新馬師曾生前積極參與慈善活動，曾多次參與公開獻唱粵曲或演出粵劇的慈善籌款演出，例如於1972年6月24日由無綫電視舉辦為六一八雨災籌款賑災的馬拉松式現場直播電視籌款義演活動《無綫電視籌款賑災慈善表演大會》上，與粵劇名伶梁醒波、陳錦棠、任冰兒、許英秀等合演粵劇《萬惡淫為首》。此外，新馬師曾曾多年參與由東華三院及無綫電視舉辦之《歡樂滿東華》電視籌款節目，並於節目上獻唱《萬惡淫為首之乞食》、《光緒皇夜祭珍妃》、《臥薪嘗膽》、《胡不歸》、《一把存忠劍》、《周瑜歸天》及《客途秋恨》等作品作為節目壓軸籌款環節，深入民心，故在香港有「慈善伶王」稱號。
1984年，新馬師曾回廣東物色演員赴港演出時相中了曾慧，並以其嗓子和扮相酷似曾與新馬師曾搭檔多年的正印花旦芳艷芬而收曾慧為徒。當時年僅23歲的曾慧，乃赴港與「新馬粵劇團」組團演出，並跟隨新馬師曾學藝。此外，新馬師曾亦曾收麥嘉、彭熾權、黎駿聲為徒。
新馬師曾先後娶過四位妻子，首任妻子梅麗芳，因性格不合離異；第二任妻子梁添添，29歲因肺病早逝；第三任妻子賽珍珠，生有三子，因性格不合離異；第四任妻子洪金梅1965年開始同居，誕下四子女（鄧兆尊、原名鄧翠玉的鄧小艾、鄧兆榮、鄧碧玉），並在1992年正式結婚，「金馬紅梅慶同心」婚禮並在無綫電視翡翠台播出。
新馬師曾於1936年加入中國國民黨；1977年取得劍橋大學、牛津大學名譽藝術博士；1978年獲英女王伊莉莎白二世頒贈員佐勳章（MBE）、1979年獲中華民國僑務委員會頒贈海宣獎章及中國國民黨頒贈華夏一等獎章，並由時任中國國民黨主席兼總統蔣經國親自頒授，以表彰其對粵劇之貢獻、反共政治立場及對中國國民黨之忠誠，同時亦獲政府安排在臺北，與當時一同獲國府授勳的鳳凰女舉行粵曲演唱會「粵劇慈善伶王新馬師曾率鳳凰女特別演出」，並由中國電視公司在當地錄影轉播，演唱曲目包括《臥薪嘗膽》（新馬師曾獨唱）、《胡不歸之慰妻》（新馬師曾、鳳凰女合唱）、《啼笑姻緣》（新馬師曾獨唱）、《風流天子》（新馬師曾、鳳凰女合唱）。新馬師曾於1975年總統蔣中正國喪期間，亦曾攜同洪金梅前往臺北親自弔唁。
1994年，新馬師曾捐出100萬港元予廣華醫院以支持該院增設腎科服務，東華三院董事局其後遂將擴建的腎科病房命名為「新馬師曾腎科病房」。1997年1月3日，新馬師曾因為支氣管炎、肺積痰及心臟病入住嘉諾撒醫院，留院109天至4月21日晚上8時30分病逝，終年80歲，遺體下葬於將軍澳華人永遠墳場。新馬師曾逝世後，名下遺產包括1961年買入之永祥大廈、西貢四萬呎土地及楚留香酒樓，引起遺孀與子女間漫長的新馬師曾家族爭產事件。2003年3月26日，東華三院董事局於廣華醫院大堂內豎立「慈善伶王新馬師曾先生」半身銅像，以紀念並供公眾瞻仰新馬師曾為東華三院乃至香港社會熱心公益的善舉，該銅像由東華三院時任主席馬鴻銘揭幕。

## 粵劇作品列表
- 萬惡淫為首
- 光緒皇夜祭珍妃
- 臥薪嘗膽
- 周瑜歸天
- 客途秋恨
- 鳳燭燒殘淚未乾
- 胡不歸
- 孝感動天
- 白蛇傳
- 風流天子
- 來路狀元
- 臨江月夜吊秋喜
- 宋江怒殺閰婆惜
- 沙三少
- 一把存忠劍
- 十八羅漢收大鵬
- 英雄肝膽美人心
- 水觀音三戲白金龍
- 鍾無艷掛帥征西
- 碧玉簪
- 血染楚王宮
- 仕林祭塔

## 電影作品列表
- 1950 《五福臨門》飾  馬小福
- 1951 《歌唱沙三少》飾  沙三少
- 1951 《雙料夫妻》飾  馬若雲
- 1952 《傻人艷福》飾　楊昌年
- 1952 《花月又重圓》飾  劉金聲
- 1952 《蠶虫師爺》飾  瘦佬
- 1952 《從心所欲》飾  馬少祥
- 1952 《歌唱倫文敘》飾  倫文敘
- 1952 《七姐會牛郎》飾  牛郎何志英（同劇演員：紅線女飾　七姐陳麗嫦）
- 1952 《光緒皇新傳》飾　光緒
- 1952 《良宵花弄月》飾　馬少祥
- 1952 《兩個傻英雄》飾  唐德
- 1952 《梁山伯再會祝英台》飾  梁山伯（同劇演員：鄧碧雲飾　祝英台）
- 1952 《迷樓金粉》飾  錢世計
- 1952 《生紅娘三戲張君瑞》飾  張君瑞（同劇演員：白雪仙飾　紅娘）
- 1952 《兩個歌王》飾  馬濟祥
- 1953 《孝子扮新娘》分飾  鬆骨祥／道友陳
- 1953 《新馬仔胡不歸》飾　文萍生
- 1953 《佛前燈照狀元紅》飾　祖家駿
- 1953 《龍鳳呈祥》飾  吳理仁／余祥
- 1953 《攝青鬼》飾  馬天祥
- 1953 《鬼妻》飾  程國元
- 1953 《一年一度燕歸來》飾  李安寧
- 1953 《再戀負心人》飾  李少青
- 1953 《無端端發達》飾  周平一
- 1954 《黃金萬両》飾  林祥
- 1954 《春滿乾坤福滿門》飾  賈君幹
- 1954 《金鳳迎春》飾  劉福
- 1954 《患難夫妻》飾  阿昌
- 1954 《林黛玉魂歸離恨天》飾  賈寶玉
- 1954 《蝴蝶夫人》飾  馬遠翔
- 1954 《香銷十二美人樓》飾  衛鼎儀
- 1954 《大觀園》飾  賈寶玉
- 1954 《娛樂昇平》飾  章明階
- 1955 《新馬仔瓜棚遇鬼》飾  陳四
- 1955 《賣怪魚龜山起禍》飾  田玉川
- 1955 《戲王之王》飾  光緒皇
- 1955 《乞兒太子》飾  太子遠(眨眼遠)
- 1955 《龍虎笙歌戲鳳凰》飾  馬文龍
- 1955 《山東響馬》飾  單雨雲
- 1955 《彩鳳入誰家》飾  高峰
- 1955 《三審玉堂春》飾  王景龍
- 1955 《臥薪嘗胆》飾  勾踐
- 1955 《歌唱郎歸晚》飾  馬國全
- 1956 《血染楚王宮》飾  楚王
- 1956 《荒唐鏡三氣胭脂馬》飾  荒唐镜
- 1956 《王昭君琵琶動漢皇》飾  漢元帝
- 1956 《狂風暴雨吊寒梅》飾  蘇雪樓
- 1956 《詐癲納福》飾  李福祥
- 1956 《肥瘦姻緣》飾  汪忠
- 1956 《虎將奪王妃》飾  周仕傑
- 1956 《蛋家妹告皇帝》飾  乾隆皇
- 1956 《梁紅玉擊鼓退金兵》飾  韓世忠
- 1956 《失匙夾萬》飾  馮立明/馮惠文
- 1956 《碧玉簪》飾  王玉林
- 1956 《荊軻刺秦皇》飾  荊軻
- 1956 《呂布搶貂蟬》飾  呂布
- 1956 《孔明三氣周瑜》飾  周瑜
- 1957 《狀元紅》飾  羅金官
- 1957 《大明忠烈傳》飾  鄭成功
- 1957 《烽火戲諸侯》飾  宜臼(太子)
- 1957 《猛鬼橋》飾  黎秋
- 1957 《陳宮罵曹》飾  陳宮
- 1957 《晨妻暮嫂》飾 方伯鈞
- 1957 《穆桂英楊宗保大破天門陣》飾  楊宗保
- 1957 《荒唐鏡五鬥陳夢吉》飾  荒唐镜
- 1957 《狄青三取珍珠旗》飾  狄青
- 1957 《打劫陰司路》飾  大懵成
- 1957 《傻仔洞房》飾  陳福祥
- 1958 《狗飯餵狀元》飾  馬秋華
- 1958 《廣東順母橋》飾  趙孝昌
- 1958 《三王嫁二喬》飾  關天翼
- 1958 《一夜九更天》飾  薛有材
- 1958 《蘇小妹三難新郎》飾  秦少游
- 1958 《一把存忠劍》飾  吳漢
- 1958 《龍飛鳳舞》飾  高子秋
- 1958 《兩傻遊天堂》飾  劉全
- 1958 《拉車得美》飾  丁仲奇
- 1958 《芙蓉恨》飾  司馬文祥
- 1959 《鳳燭燒殘淚未乾》飾  司馬文風
- 1959 《金釵引鳳凰》飾  秦家凰
- 1959 《春風秋雨又三年》飾  馮曼秋
- 1959 《武松打虎》飾  武松
- 1959 《鬼馬福星》飾   林振福
- 1959 《兩個大泡和》飾  丁兆祥
- 1959 《夫妻和順欖》分飾  辛志祥/石中玉
- 1959 《二世祖盲公問米》飾  黃天賜
- 1959 《妹仔王掛帥平西》飾  楊家龍
- 1959 《安祿山夜祭貴妃墳》飾  安祿山
- 1959 《四郎探母》飾  四郎楊延輝
- 1959 《龍鳳喜迎春》飾  周聰
- 1959 《鵬程萬里》飾  神鳥大鵬
- 1959 《阿福當兵》飾  何福大
- 1959 《女鬼嫁狀元下集大結局》飾  石一鳴
- 1959 《楊八妹取金刀》飾  四郎楊延
- 1959 《王先生騎正胭脂馬》飾  王先生
- 1959 《女鬼嫁狀元上集》飾  石一鳴
- 1959 《多情竹織鴨》飾  丁昌
- 1959 《王先生行正桃花運》飾  王先生
- 1959 《王先生著錯老婆裙》飾  王先生
- 1959 《兩傻擒兇記》飾  劉田
- 1959 《兩傻捉鬼記》飾  劉田
- 1959 《搭錯線》飾  張俊祥
- 1959 《乖侄》分飾  程日祥/程森
- 1959 《王先生招親》飾  王先生
- 1959 《兩個大老襯》飾  吳思德
- 1960 《望兒亭》飾  羅永揚
- 1960 《賣花得美》飾  花仔安
- 1960 《美人計》飾  劉備
- 1960 《因禍得福》飾  夏日祥
- 1960 《夜祭碧桃花》飾 張道南
- 1960 《富貴榮華》飾  霍華
- 1960 《亞福對錯馬票》飾  阿全
- 1960 《彩鸞燈》飾  上官文聰
- 1960 《恨嫁》飾  陳少之
- 1960 《望兒亭下集大結局》飾  羅永揚
- 1960 《銀龍太子鬥八仙》飾  銀龍太子(朱子貴)
- 1960 《女黑俠飛鵝嶺救夫》飾  桂武
- 1961 《分期付款娶老婆》飾  周青
- 1961 《女飛俠紅姑》飾  柳遲
- 1961 《傻人發達記》飾  黃金福
- 1961 《三合明珠寶劍》飾  柳絮
- 1961 《十載含冤為我郎》飾  尤彥操
- 1961 《星月爭輝》飾  公子(客串)
- 1961 《拉車行大運》飾  拉車祥
- 1961 《義乞存孤》飾  鍾義峰
- 1961 《盲公睇女婿》飾  關仁樹
- 1961 《香江花月夜》飾  虾仔
- 1961 《警察捉小偷》飾  新靓祥
- 1961 《英雄肝膽美人心》飾  姬光太子
- 1961 《沙三少與俏銀姐》飾  沙三少
- 1962 《歌唱仕林祭塔》飾  許仙
- 1962 《鍾無艷掛帥征西》飾  齊宣王
- 1962 《戲迷奇遇記》飾  陳阿超
- 1962 《水觀音三戲白金龍》飾  白金龍
- 1962 《龍鳳奇緣》飾  潘俊龍
- 1963 《萬惡淫為首》飾  陳子年
- 1964 《刮龍世界》飾  崔德祥
- 1964 《通天師父》飾  童天曉
- 1964 《爛賭二當老婆》飾　冷道義
- 1964 《冷巷姑爺》飾　汪永祥
- 1964 《濟公活佛》飾　濟公
- 1964 《搶食世界》飾　朱潤祥
- 1964 《摩登二世祖》飾　余世藻
- 1964 《改期添丁》飾　毛二志
- 1965 《濟公捉妖》飾　濟公
- 1965 《巧破箱屍案》飾　馬子祥
- 1965 《真假濟公》飾　濟公
- 1965 《看牛仔出城》飾　蝦祥
- 1965 《濟公大鬧公堂》飾　濟公
- 1965 《花癲大少》飾　花國偉
- 1965 《摩登馬騮精》分飾　齊天大聖／孫達聖
- 1966 《濟公鬥八仙》飾　濟公
- 1967 《新馬仔矇查查搵食》飾　馬友祥
- 1967 《怪俠一枝梅》飾　梅佑
- 1967 《矇查查搵老婆》飾　彭友祥
- 1967 《賣當借》飾　周焯坤
- 1967 《新馬仔拍拖被辱》飾　馬正祥
- 1967 《飛哥跌落坑渠》飾　飛哥
- 1968 《黐線世界》飾　李祥
- 1968 《矇查查發達》飾　吳得志
- 1968 《瘋狂尋金記》飾　馬路祥
- 1969 《得咗》飾　馬祥
- 1988 《繼續跳舞》飾　唐仁佳

## 人物關係
- 父：鄧祺
- 母：羅蓮
- 庶母：其父鄧祺另有四名妻子
- 異母弟：鄧永鉅，藝名「馬師鉅」，已故粵劇演員。
- 異母妹：鄧鳳琼、鄧燕儀、鄧鳳嬋、鄧楚儀[16]
- 髮妻 梅麗芳：離異，後改嫁移民美國
- 二妻 梁添添：29歲因肺病早逝
- 三妻 賽珍珠：離異，攜三子移居英國
  - 長子鄧兆楷，土木工程專業人士、旅英鋼琴家，曾在1968年於英國BBC播映鋼琴演奏，並與兩位弟弟在英國組成三重唱樂團。[17]並在劍橋大學、德國等地任職過科學學者。[18]
  - 次子鄧兆鴻，畢業於倫敦大學經濟學院，曾主修大提琴；曾任香港美國大通銀行、廣東銀行、捷和財務公司總經理[19]，妻為香港望族何世柱胞妹。 [20]
  - 三子鄧兆康，律師，曾主修小提琴，在1968年與兩位兄長以留英音樂生身分登上馬來西亞星洲日報。 [21]
    - 孫：鄧梓賢、鄧梓源、鄧梓壕 [16]
    - 孫女：鄧芷茵[16]
- 四妻 洪金梅（小舅：洪家全、洪泉，小姨：洪國華）
  - 鄧兆尊
  - 鄧兆榮
  - 鄧小艾（原名：鄧翠玉）
  - 鄧碧玉
    - 孫：鄧栢恒、鄧栢仁[22]

## 影視媒體形象

### 電視
- 《金像獎歌曲頒獎典禮1988》：由盧海鵬扮演新馬絲巾，模仿新馬師曾。
- 《歡樂今宵》：由廖啟智飾演祥哥。
- 《97變色龍》：1997年電視劇，由羅清浩飾演祥哥；而劇情上則以羅家寶飾演的馮德昌，影射新馬師曾。
- 《娛樂插班生》：1995年電視劇，由關海山飾演何汝大，影射新馬師曾。
- 《同撈同煲》：2005年電視劇，由郭晉安飾演鄧偉祥，影射鄧永祥。
- 《荃加福祿壽》：2010年綜藝節目，由王祖藍模仿新馬師曾。

### 電影
- 《精裝難兄難弟》：1997年電影，由張達明飾演新馬佬，影射新馬師曾。
- 《鬼馬狂想曲》：2004年電影，由蘇志威飾演祥哥。

## 外部連結
- YouTube上的新馬師曾在1992年12月第四次結婚時的影像
- 新馬師曾在互联网电影资料库（IMDb）上的資料（英文）
- 新馬師曾在香港影庫上的簡介